# Memnun
Memnun ist ein Vor- und Nachname.
Als männlicher Vorname verwendet, bedeutet er im Arabischen und Türkischen so viel wie „der Dankbare“, aber auch „erfreut“ oder „zufrieden“.
Bekannte Namensträger sind:
- Memnun Hadžić (* 1981), bosnischer Profiboxer im Schwergewicht

Zudem kommt der Name auch er als Nachname vor. Bekannte Namensträger sind:
- Ekrem Memnun, türkischer Basketballspieler und Olympiateilnehmer